# Kanton Plœuc-sur-Lié
Plœuc-sur-Lié is een voormalig kanton van het Franse departement Côtes-d'Armor. Het kanton maakte deel uit van het arrondissement Saint-Brieuc. Het kanton werd opgeheven bij decreet van 13 februari 2014 met uitwerking op 22 maart 2015.

## Gemeenten
Het kanton Plœuc-sur-Lié omvatte de volgende gemeenten:
- Le Bodéo
- La Harmoye
- L'Hermitage-Lorge
- Lanfains
- Plaintel
- Plœuc-sur-Lié (hoofdplaats)